# NGC 3855
NGC 3855 (również IC 2953, PGC 36530 lub UGC 6709) – galaktyka spiralna z poprzeczką (SBb), znajdująca się w gwiazdozbiorze Wielkiej Niedźwiedzicy. Odkrył ją Heinrich Louis d’Arrest 8 maja 1864 roku. Jest to galaktyka z aktywnym jądrem typu LINER.